# 格奥尔格·克里斯托夫·利希滕贝格
格奥尔格·克里斯托夫·利希滕贝格（德語：Georg Christoph Lichtenberg，1742年7月1日—1799年2月24日）是一位德国的亲英派科学家、讽刺诗作者、格言家。他是德国首个专攻实验物理学的科学家。现如今，他最出名的作品是在他死后追加出版的笔记（他本人称之为，由英文中的簿記术语“scrapbooks”一词得来）最为突出的贡献是他对于树状的带电体放电形式现如今称作利希滕贝格图案

## 生平
格奥尔格·克里斯托夫·利希滕贝格出生于黑森－达姆施塔特伯国的达姆施塔特附近的上拉姆施塔特，17个兄弟姐妹中最小的一个。他的父亲，约翰·康莱德·利希滕贝格原本是一位牧师，最终通过教会等级的提升成为了达姆施塔特基督院的院长。不同于那时的牧师，他似乎拥有特别多的科学知识。利希滕贝格一直由父母教育到十岁，加入了达姆施塔特的拉丁学校。他在很年幼时即显现出才智。他想要学习数学，但是他的家庭无法承担。在1763年，他的妈妈向黑塞达姆施塔特的方伯路易八申请了足够的资助。1763年，利希滕贝格进入了哥廷根大学。
在1769年，他成为了物理学教授，六年后，成为特等教授，且生前一直居于此位。他受他的学生邀请，曾去过两次英国，复活节到1770年初夏以及1774年八月到1775年圣诞节，在英国，利希滕贝格被乔治三世和夏洛特王后亲切地接待。他带领国王穿过里奇蒙的皇家天文台，在那里，国王提出让利希滕贝格成为哲学教授。利希滕贝格也见到了库克航行的队员。大不列颠让利希滕贝格很受触动，最终，利希滕贝格成为了一名亲英派
作为首批将仪器实验引入课堂中的科学家，利希滕贝格在当时的欧洲学术圈很受尊敬。他和同时代的许多著名科学家都有过联系，包括歌德和康德。在1784年，伏特为了参见利希滕贝格和他的实验拜访了哥廷根。数学家高斯在他的课上听过课。在1793年，利希滕贝格被选为皇家学会成员。
利希滕贝格有拖延的习惯。他失败导致他没有成功发射第一个氢气球。利希滕贝格总是梦想着写一篇关于菲尔丁的汤姆·琼斯的小说，但却只完成了几页。他通过在自己家的房屋和花园里安装避雷针向德国引了入本杰明·富兰克林发明的避雷针。
利希滕贝格在幼时因为一次意外跌落导致的脊柱变形而成为驼背，随着病情的不断恶化，驼背最终影响到了他的呼吸，利希滕贝格英年早逝。

## 个人生活
利希滕贝格有许多浪漫史，他的大多数情人都是来自贫苦家庭。在1777年，他遇到了13岁的玛丽亚·斯卡德，一直生活到1780年后。玛丽亚·斯卡德于1782年去世。他们的关系被格特·霍夫曼改编成了小说，后被迈克尔·霍夫曼翻译为利希滕贝格与小花女。
1783年，利希滕贝格遇到了玛格丽特·凯尔纳(1768-1848)，他于1789年迎娶了她，因为利希滕贝格觉得他很快即离开人世，便给予了她遗产。他们共有六个孩子，玛格丽特·凯尔纳比利希滕贝格多活了49年。
在1799年，利希滕贝格在短暂的疾病后于哥廷根去世。

## 簿记
簿记(英语scrapbooks，德语Sudelbücher)是利希滕贝格自学生时代到去世保留的笔记本。从1765年的A开始直到L每一册都被赋予字母代号，L即是利希滕贝格去世时的代号。
利希滕贝格去世后，这些笔记本在他儿子们和兄弟们出版《利希滕贝格的杂记》的第一版和第二版后(1800-06和1844-53)首次为人们所熟知。
但是在最初的笔记出版后，笔记G和笔记H以及绝大多数的笔记K被毁坏或消失了。那些消失的部分被认为含有敏感的内容。其余笔记本的手稿保存在哥廷根大学。

。